# Kommunalwahlen in Niedersachsen 2021
Die Kommunalwahlen in Niedersachsen 2021 fanden am 12. September 2021 statt. Notwendige Stichwahlen fanden gemeinsam mit der Bundestagswahl 2021 am 26. September 2021 statt. Es waren die 20. Kommunalwahlen bzw. Teilkommunalwahlen seit 1948.

## Beschreibung
Es wurde je nach Kommune folgendes gewählt:
- die Kreistage und die hannoversche Regionsversammlung
- die Räte der Städte und Gemeinden und Samtgemeinderäte
- Stadtbezirksräte und die Ortsräte
- ferner einige Landräte, Bürgermeister und Oberbürgermeister (Braunschweig, Goslar,[4] Oldenburg)[5]

Zu den Rechtsgrundlagen zählen:
- Niedersächsisches Kommunalwahlgesetz (NKWG)
- Niedersächsische Kommunalwahlordnung (NKWO)
- Niedersächsisches Kommunalverfassungsgesetz (NKomVG)

Wahlberechtigt waren fast 6,5 Millionen Personen. Die Wahlbeteiligung lag bei 57,1 % und damit leicht höher als bei den Kommunalwahlen 2016 (55,6 %).
Wegen der COVID-19-Pandemie kam es überdurchschnittlich oft zur Briefwahl. Laut einer Stichprobe der Landeswahlleitung hatten rund 23 % Prozent der Wahlberechtigten Briefwahlunterlagen beantragt.
In Walsrode im Heidekreis wurden wegen der Fusion mit der Gemeinde Bomlitz zum 1. Januar 2020 allerdings bereits am 8. März 2020 Rats- und Bürgermeisterwahlen durchgeführt.

## Wahlvorschläge
Bei den niedersächsischen Kommunalwahlen am 12. September traten 26 Parteien an. Zur Wahl gab es über 71.000 Bewerbungen. Die Bewerber gehörten überwiegend den zur Wahl zugelassenen Parteien an. Es gab auch zahlreiche Bewerbungen durch Personen, die einer Wählergruppe angehörten sowie durch Einzelbewerber. Zu den Parteien zählten SPD, CDU, Grüne, FDP, Die Linke und AfD. Folgende 20 politische Vereinigungen erkannte der Landeswahlausschuss als Parteien an:
| - Basisdemokratische Partei Deutschland - Bündnis C – Christen für Deutschland - Bündnis für Innovation & Gerechtigkeit - Demokratie in Bewegung - Deutsche Kommunistische Partei - Deutsche Zentrumspartei - Die Demokraten - Die Friesen - Die Haie-Partei mit Biss - Die Rechte | - Die Republikaner - Die Urbane. Eine HipHop Partei - Freie Wähler - Liberal-Konservative Reformer - Nationaldemokratische Partei Deutschlands - Ökologisch-Demokratische Partei - Die PARTEI - Partei Mensch Umwelt Tierschutz - Piratenpartei - Volt Deutschland |

## Ausgangslage
Bei den Wahlen 2016 hatten neben der CDU und der SPD auch die Grünen Verluste, während die AfD aus dem Stand 7,9 % erzielte.

## Wahlergebnisse
Die CDU wurde erneut stärkste Kraft und kam auf 31,7 Prozent der Stimmen. Knapp dahinter lag die SPD mit 30 Prozent. Die stärksten Zugewinne verzeichneten die Grünen, die ihr Ergebnis auf 15,9 Prozent verbesserten. Auch die FDP steigerte sich (6,5 Prozent). Die AfD verlor im Vergleich zur Wahl 2016 mehr als 40 Prozent ihrer Stimmen und erreichte 4,6 Prozent. In der Landeshauptstadt Hannover wurden die Grünen, die dort auch den Oberbürgermeister stellen, stärkste Kraft im Stadtrat. Bei vielen Oberbürgermeister- und Landratswahlen, beispielsweise in der zweitgrößten Stadt Braunschweig, in Osnabrück, Oldenburg  und Göttingen erreichte niemand im ersten Wahlgang die absolute Mehrheit. Hier fiel die Entscheidung erst in der Stichwahl.

## Unregelmäßigkeiten und Pannen

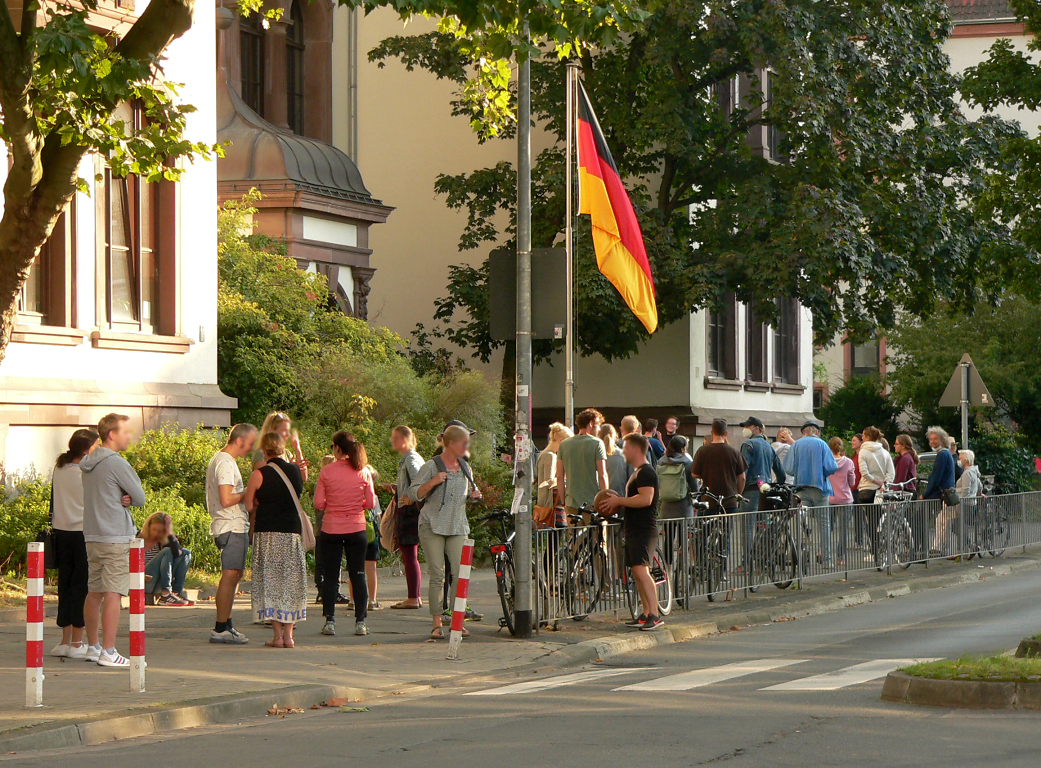
Warteschlange vor einem Wahllokal aufgrund der Hygienebestimmungen zur COVID-19-Pandemie, hier an der Comeniusschule Hannover

In vielen Orten bildeten sich vor Wahllokalen Warteschlangen und die Wähler mussten länger warten, bis sie ihre Stimmzettel ausfüllen konnten. In den Städten Braunschweig und Hannover wurde dies mit komplexen Stimmzetteln und weniger Wahlkabinen aufgrund von Schutzmaßnahmen wegen der COVID-19-Pandemie erklärt.
Im Landkreis Gifhorn wurden bei der Briefwahl 2600 fehlerhafte Stimmzettel in der Samtgemeinde Wesendorf und der Gemeinde Sassenburg für die Wahl zum Kreistag ausgegeben. Es fehlten für einzelne Parteien und Kandidaten Kästchen zum Ankreuzen.
In der hannoverschen Südstadt sollten die Stimmberechtigten eines Wahlbezirkes laut der Wahlbenachrichtigung zum Wahllokal am Haupteingang der IGS Südstadt kommen, das jedoch verlegt war. Es befand sich auf dem weitläufigen Schulgelände zwei Straßen weiter.
In Visselhövede im Landkreis Rotenburg (Wümme) kündigte der parteilose Bürgermeister-Kandidat eine Woche vor den Kommunalwahlen an, aus gesundheitlichen Gründen das Amt nicht antreten zu können. Da er seine Kandidatur nicht mehr absagen konnte, bat er darum, seine Mitbewerberin zu wählen. Er gewann dennoch die Wahl mit 57 Prozent der Stimmen. Da er sein Amt nicht antrat, fand am 13. März 2022 eine Stichwahl mit neuen Kandidaten statt.
Bei der Stichwahl zwischen Kathrin Bockey (SPD) und Malte Jörn Krafft (Grüne) zum Amt des Samtgemeindebürgermeisters in der Samtgemeinde Elbmarsch wurden versehentlich Briefwahl-Stimmzettel mit der Kennzeichnung „Muster“ verschickt. Diese wurden anschließend als ungültig erklärt, da sie über eine unzulässige zusätzliche Kennzeichnung verfügten. Die Wahl fiel schließlich mit 51,63 Prozent zu 48,37 Prozent für Bockey aus. Sie trat ihr Amt am 1. November 2021 an.
Nach der Kreistagswahl im Landkreis Harburg sind in Stelle 146 Wahlbriefe aufgetaucht, die unausgezählt in einem Schrank im Rathaus lagerten.
Durch eine erneute Auszählung änderte sich die Mandatsverteilung, wobei die Partei Die Linke einen Sitz und damit ihren Fraktionsstatus verlor.
Für die Stichwahl des Oberbürgermeisters in Braunschweig erhielten rund 350 Wähler die Briefwahlunterlagen doppelt zugeschickt.